# Jaroslav Šír
Jaroslav Šír (* 8. November 1923 in Poniklé nad Jizerou) ist ein ehemaliger tschechoslowakischer Skisportler.
Er war bei den Olympischen Winterspielen 1948 als Soldat Teilnehmer der tschechoslowakischen Mannschaft beim Demonstrationsbewerb Militärpatrouillenlauf, die den sechsten Platz erreichte.